# Fischbachtal
Fischbachtal ist eine Gemeinde im südhessischen Landkreis Darmstadt-Dieburg.

## Geografie

Logo der Gemeinde Fischbachtal

### Geografische Lage
Fischbachtal liegt im vorderen (nördlichen) Odenwald. Durch die Gemeinde fließt der namensgebende Bach Fischbach, der über die Gersprenz bei Stockstadt in den Main mündet. Die Entfernung zum Main ist ungefähr gleich mit der zum Rhein bei Gernsheim. Den Rhein erreicht man über die L 3102 Richtung Lautertal und die Bundesstraße 47 im Tal der Lauter.
Die höchste Erhebung ist der Rimdidim mit 498,5 m ü. NHN.

### Nachbargemeinden
Fischbachtal grenzt im Nordosten an die Stadt Groß-Bieberau an der Bundesstraße 38, die über die Landesstraße 3106 erreicht wird, im Südosten an die Gemeinde Fränkisch-Crumbach (Odenwaldkreis) und an die Stadt Lindenfels (Landkreis Bergstraße) (sehr kurze Grenze), sowie im Westen an die Gemeinde Modautal.

### Gemeindegliederung

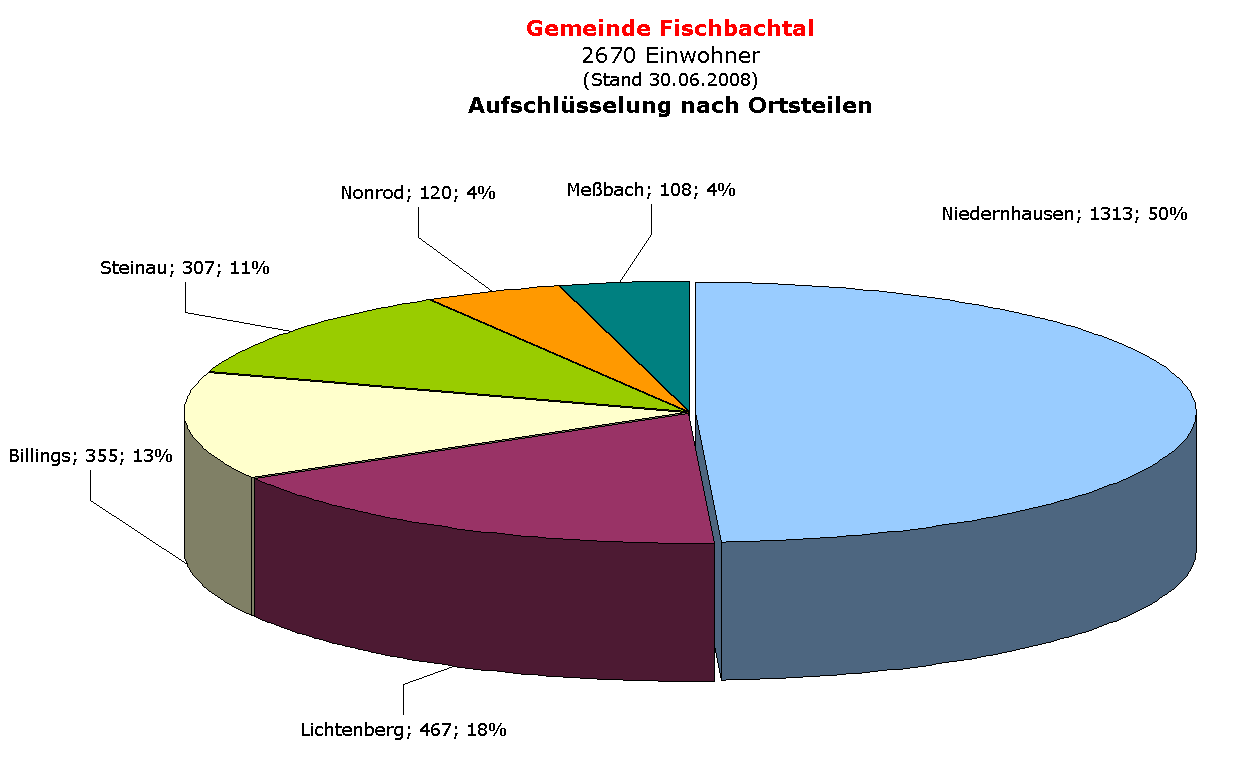
Einwohner der Gemeinde Fischbachtal nach Ortsteilen aufgegliedert (Stand 2008)

Die Gemeinde Fischbachtal besteht aus den Ortsteilen Billings, Lichtenberg, Meßbach, Niedernhausen (Sitz der Gemeindeverwaltung), Nonrod und Steinau, außerdem den Ortsteilen der früheren Gemeinde Lichtenberg: Obernhausen, Hottenbacher Hof und Hütte Kernbach.

## Geschichte
Im Zuge der Gebietsreform in Hessen wurde zum 11. Dezember 1971 mit der Unterzeichnung des Grenzänderungsvertrages in der Kapelle von Schloss Lichtenberg die neue Gemeinde Fischbachtal aus der Taufe gehoben. Sie ist am 31. Dezember 1971 durch den freiwilligen Zusammenschluss der sechs Gemeinden Steinau, Billings, Meßbach, Nonrod, Lichtenberg und Niedernhausen gebildet worden. Diese Ortsteile waren schon lange geografisch, wirtschaftlich und kulturell eng miteinander verbunden. Durch den neuen Namen wurde keiner der traditionellen Ortsteile bevorzugt. Für das Gebiet jeder der früheren Gemeinden wurde ein Ortsbezirk eingerichtet. Die Gemeindeverwaltung erhielt ihren Sitz im Ortsteil Niedernhausen.

## Bevölkerung

### Einwohnerstruktur 2011/2022
Nach den Erhebungen des Zensus 2011/Zensus 2022 lebten am Stichtag, dem 9. Mai 2011 / 15. Mai 2022, in Fischbachtal 2650/2674 Einwohner. Darunter waren 108/192 (4,1 % / 8,2 %) Ausländer, von denen 57/89 aus dem EU-Ausland, 41/64 aus anderen europäischen Ländern und 9/34 aus anderen Staaten kamen./ Nach dem Lebensalter waren 458/460 Einwohner unter 18 Jahren, 1119/908 zwischen 18 und 49, 556/711 zwischen 50 und 64 und 518/591 Einwohner waren älter./ Die Einwohner lebten in 1072/819 Haushalten. Davon waren 239/? Singlehaushalte, 303/402 Paare ohne Kinder und 409/322 Paare mit Kindern, sowie 100/93 Alleinerziehende und 21/? Wohngemeinschaften./ In 186/132 Haushalten lebten ausschließlich Senioren und in 714/550 Haushaltungen leben keine Senioren./ 1638/1283 Einwohner gehörten der evangelischen (61,8 % / 48 %) und 293/294 Einwohner der katholischen (11,1 % / 11,0 %) Konfession an.

### Einwohnerentwicklung
| Fischbachtal: Einwohnerzahlen von 1970 bis 2022 | Fischbachtal: Einwohnerzahlen von 1970 bis 2022 | Fischbachtal: Einwohnerzahlen von 1970 bis 2022 | Fischbachtal: Einwohnerzahlen von 1970 bis 2022 | Fischbachtal: Einwohnerzahlen von 1970 bis 2022 |
| ----------------------------------------------- | ----------------------------------------------- | ----------------------------------------------- | ----------------------------------------------- | ----------------------------------------------- |
| Jahr                                            |                                                 |                                                 |                                                 | Einwohner                                       |
| 1970                                            | 1970                                            |                                                 | 2.163                                           | 2.163                                           |
| 1973                                            | 1973                                            |                                                 | 2.258                                           | 2.258                                           |
| 1975                                            | 1975                                            |                                                 | 2.212                                           | 2.212                                           |
| 1980                                            | 1980                                            |                                                 | 2.283                                           | 2.283                                           |
| 1985                                            | 1985                                            |                                                 | 2.295                                           | 2.295                                           |
| 1990                                            | 1990                                            |                                                 | 2.570                                           | 2.570                                           |
| 1995                                            | 1995                                            |                                                 | 2.691                                           | 2.691                                           |
| 2000                                            | 2000                                            |                                                 | 2.694                                           | 2.694                                           |
| 2005                                            | 2005                                            |                                                 | 2.702                                           | 2.702                                           |
| 2010                                            | 2010                                            |                                                 | 2.691                                           | 2.691                                           |
| 2011                                            | 2011                                            |                                                 | 2.650                                           | 2.650                                           |
| 2015                                            | 2015                                            |                                                 | 2.627                                           | 2.627                                           |
| 2020                                            | 2020                                            |                                                 | 2.740                                           | 2.740                                           |
| 2022                                            | 2022                                            |                                                 | 2.674                                           | 2.674                                           |
| Quellen: siehe folgende Liste                   |                                                 |                                                 |                                                 |                                                 |

Stand 31.12.2023 2793 Einwohner, ca. 1430 Haushalte
- Im Jahr 1970 zählten die in der Gemeinde Fischbach zusammengeschlossenen Gemeinden 2163 Einwohner.[16]
- 1973 bis 2020 nach dem Hessisches Statistisches Informationssystem[17]
- Beim Zensus 2011 wurden 2650 Einwohner gezählt.[5]
- Beim Zensus 2022 wurden 2674 Einwohner gezählt.[6]

### Erwerbstätigkeit
Die Gemeinde im Vergleich mit Landkreis, Regierungsbezirk Darmstadt und Hessen:
|                                                   | Jahr | Gemeinde | Landkreis | Regierungsbezirk | Hessen    |
| ------------------------------------------------- | ---- | -------- | --------- | ---------------- | --------- |
| Sozialversicherungspflichtig Beschäftigte         | 2017 | 256      | 74.525    | 1.695.567        | 2.524.156 |
| Veränderung zu                                    | 2000 | −6,9 %   | +21,1 %   | +16,1 %          | +16,0 %   |
| davon Vollzeit                                    | 2017 | 65,6 %   | 68,3 %    | 72,8 %           | 71,8 %    |
| davon Teilzeit                                    | 2017 | 34,4 %   | 31,7 %    | 27,2 %           | 28,2 %    |
| Ausschließlich geringfügig entlohnte Beschäftigte | 2017 | 98       | 15.305    | 224.267          | 372.991   |
| Veränderung zu                                    | 2000 | −47,0 %  | +14,4 %   | +9,0 %           | +8,8 %    |

| Branche                         | Jahr | Gemeinde | Landkreis | Regierungsbezirk | Hessen |
| ------------------------------- | ---- | -------- | --------- | ---------------- | ------ |
| Produzierendes Gewerbe          | 2000 | 69,8 %   | 41,1 %    | 27,0 %           | 30,6 % |
|                                 | 2017 | *)       | 31,3 %    | 20,4 %           | 24,3 % |
| Handel, Gastgewerbe und Verkehr | 2000 | 11,3 %   | 26,1 %    | 26,4 %           | 25,1 % |
|                                 | 2017 | 9,0 %    | 26,8 %    | 24,7 %           | 23,8 % |
| Unternehmensdienstleistungen    | 2000 | 03,6 %   | 11,6 %    | 25,1 %           | 20,2 % |
|                                 | 2017 | *)       | 17,1 %    | 31,6 %           | 26,1 % |
| Sonstige Dienstleistungen       | 2000 | *)       | 18,8 %    | 20,1 %           | 22,5 % |
|                                 | 2017 | *)       | 23,6 %    | 23,0 %           | 25,4 % |
| Sonstiges (bzw. ohne Zuordnung) | 2000 | 15,3 %   | 02,4 %    | 01,4 %           | 01,5 % |
|                                 | 2017 | 91,0 %   | 01,1 %    | 00,3 %           | 00,4 % |

*) anonymisiert

## Politik

### Gemeindevertretung
Die Kommunalwahl am 14. März 2021 lieferte folgendes vorläufiges Ergebnis, in Vergleich gesetzt zu früheren Kommunalwahlen:
| Sitzverteilung in der Gemeindevertretung 2021Insgesamt 15 Sitze - SPD: 6 - Grüne: 2 - CDU: 4 - FW: 3 | Parteien und Wählergemeinschaften | Parteien und Wählergemeinschaften           | % 2021 | Sitze 2021 | % 2016 | Sitze 2016 | % 2011 | Sitze 2011 | % 2006 | Sitze 2006 | % 2001 | Sitze 2001 |
| Sitzverteilung in der Gemeindevertretung 2021Insgesamt 15 Sitze - SPD: 6 - Grüne: 2 - CDU: 4 - FW: 3 | SPD                               | Sozialdemokratische Partei Deutschlands     | 40,5   | 6          | 38,6   | 6          | 43,2   | 6          | 40,6   | 6          | 38,5   | 6          |
| Sitzverteilung in der Gemeindevertretung 2021Insgesamt 15 Sitze - SPD: 6 - Grüne: 2 - CDU: 4 - FW: 3 | CDU                               | Christlich Demokratische Union Deutschlands | 23,4   | 4          | 23,3   | 3          | 24,0   | 4          | 25,2   | 4          | 25,9   | 4          |
| Sitzverteilung in der Gemeindevertretung 2021Insgesamt 15 Sitze - SPD: 6 - Grüne: 2 - CDU: 4 - FW: 3 | FWF                               | Freie Wählergemeinschaft Fischbachtal       | 21,6   | 3          | 25,6   | 4          | 20,1   | 3          | 29,2   | 4          | 29,3   | 4          |
| Sitzverteilung in der Gemeindevertretung 2021Insgesamt 15 Sitze - SPD: 6 - Grüne: 2 - CDU: 4 - FW: 3 | GRÜNE                             | Bündnis 90/Die Grünen                       | 14,4   | 2          | 12,5   | 2          | 12,8   | 2          | 5,0    | 1          | 6,3    | 1          |
| Sitzverteilung in der Gemeindevertretung 2021Insgesamt 15 Sitze - SPD: 6 - Grüne: 2 - CDU: 4 - FW: 3 | Gesamt                            | Gesamt                                      | 100    | 15         | 100    | 15         | 100    | 15         | 100    | 15         | 100    | 15         |
| Sitzverteilung in der Gemeindevertretung 2021Insgesamt 15 Sitze - SPD: 6 - Grüne: 2 - CDU: 4 - FW: 3 | Wahlbeteiligung in %              | Wahlbeteiligung in %                        | 67,9   | 67,9       | 66,8   | 66,8       | 75,3   | 75,3       | 65,6   | 65,6       | 71,2   | 71,2       |

### Bürgermeister
Nach der hessischen Kommunalverfassung wird der Bürgermeister für eine sechsjährige Amtszeit gewählt, seit dem Jahr 1993 in einer Direktwahl, und ist Vorsitzender des Gemeindevorstands, dem in der Gemeinde Fischbachtal neben dem Bürgermeister ehrenamtlich ein Erster Beigeordneter und fünf weitere Beigeordnete angehören. Bürgermeister ist seit dem 2. Oktober 2017 Philipp Thoma (SPD). Er wurde als Nachfolger von Wilfried Speckhardt (SPD), der nach zwei Amtszeiten nicht wieder kandidiert hatte, am 21. Mai 2017 im ersten Wahlgang bei 74,9 Prozent Wahlbeteiligung mit 52,3 Prozent der Stimmen gewählt. Es folgte eine Wiederwahl im Juni 2023.
Amtszeiten der Bürgermeister
- 2017–2029 Philipp Thoma (SPD)[24]
- 2005–2017 Wilfried Speckhardt (SPD) (1961–2022)[25]
- 1987–2005 Ludwig Vierheller (SPD) (* 1943)
- 1972–1987 Georg Röder (FWF) (1922–1992)[29]

### Ortsbezirke
Folgende Ortsbezirke mit Ortsbeirat und Ortsvorsteher nach der Hessischen Gemeindeordnung gibt es im Gemeindegebiet:
- Ortsbezirk Niedernhausen (Gebiete der ehemaligen Gemeinde Niedernhausen). Der Ortsbeirat besteht aus 5 Mitgliedern.
- Ortsbezirk Lichtenberg (Gebiete der ehemaligen Gemeinde Lichtenberg). Der Ortsbeirat besteht aus 5 Mitgliedern.
- Ortsbezirk Billings (Gebiete der ehemaligen Gemeinde Billings). Der Ortsbeirat besteht aus 5 Mitgliedern.
- Ortsbezirk Steinau (Gebiete der ehemaligen Gemeinde Steinau). Der Ortsbeirat besteht aus 5 Mitgliedern.
- Ortsbezirk Nonrod (Gebiete der ehemaligen Gemeinde Nonrod). Der Ortsbeirat besteht aus 3 Mitgliedern.
- Ortsbezirk Meßbach (Gebiete der ehemaligen Gemeinde Meßbach). Der Ortsbeirat besteht aus 3 Mitgliedern.

Für Details siehe die jeweiligen Ortsartikel.

### Wappen und Flagge
Wappen

Blasonierung: „In Blau ein silberner, rotbedachter Torturm mit goldenem Fallgatter, silberner Zinnenmauer und zwei silbernen, rotbedachten Seitentürmen, alle Türme mit goldenen Knäufen bzw. Wetterfahnen.“
Das Wappen wurde der Gemeinde Fischbachtal im damaligen Landkreis Dieburg am 26. Januar 1976 durch den Hessischen Innenminister genehmigt.
Gestaltet wurde es durch den Bad Nauheimer Heraldiker Heinz Ritt.
Es leitet sich von dem alten Wappen des Ortsteiles Lichtenberg ab und versinnbildlicht das Schloss Lichtenberg, das Wahrzeichen der Gemeinde.
 Flagge 
Die Flagge wurde der Gemeinde am 20. Dezember 1988 genehmigt und wird wie folgt beschrieben:
„Auf einem von einem blauen und einem roten Randstreifen begleiteten weißen Mittelstreifen in der oberen Hälfte aufgelegt das Gemeindewappen.“

## Kultur und Sehenswürdigkeiten

### Bauwerke

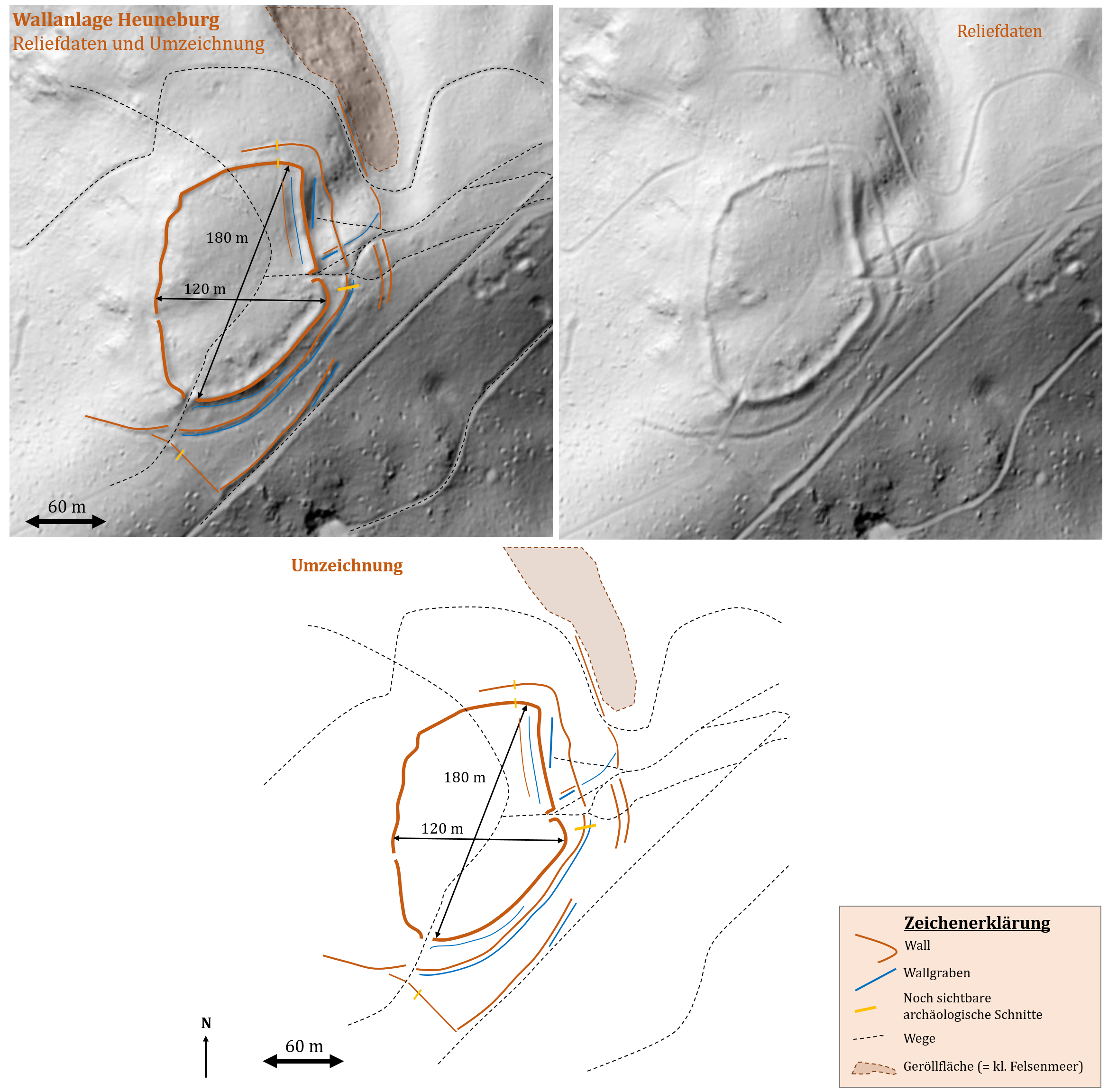
Von der Heuneburg sind Wälle und Gräben noch gut sichtbar

Am südlichen Ende des Höhenrückens, auf dem Lichtenberg und sein Schloss liegen, befinden sich Überreste der Heuneburg (in der Ersterwähnung im Salbuch des Amtes Lichtenberg 1589 noch als „Quirnburg“ erwähnt), ein keltischer Ringwall aus der jüngeren Eisenzeit (500 bis 50 v. Chr.), der La-Tène-Zeit. Sie ist nicht mit der als Museum wiedererrichteten Höhensiedlung gleichen Namens an der Donau bei Hundersingen zu verwechseln.
Es wird allgemein angenommen, dass die Grafen von Katzenelnbogen Katzenelnbogen um das Jahr 1200 eine Burg erbauten; aus dem Jahr 1228 wird von Graf Diether IV. von Katzenelnbogen berichtet, der sich Comes de Lichtenberg nannte. Auf den Grundmauern der Burg ließ Landgraf Georg I. von Hessen-Darmstadt zwischen 1570 und 1581 das Schloss Lichtenberg errichten, das seit dieser Zeit Wahrzeichen und kultureller Mittelpunkt des Tales ist.
Das Renaissance-Bauwerk beherbergt das Odenwälder Landschaftsmuseum in drei Etagen. Dort sind auch Werke von Johannes Lippmann (1858–1935) zu sehen, „dem Maler des Odenwaldes und seiner Menschen“, der ab 1908 in Lichtenberg lebte.
Das dem Schloss vorgelagerte, als Geschützturm 1503 errichtete Bollwerk, „Krautbütt“ genannt (die Einheimischen sagen jedoch Bollwerk) – erhebt sich auf einer alleinstehenden Granitkuppe als dreigeschossiger Rundbau inmitten Lichtenbergs. Es war als Reaktion auf veränderte Formen der Kriegsführung im Mittelalter entstanden. Der Turm mit einem Durchmesser von fast 19 Metern ist 15 Meter hoch und hat im Erdgeschoss eine Mauerstärke von fast sechs Metern. Der Turm kann besichtigt werden und bietet von seiner Aussichtsplattform einen guten Rundblick über die Region.
Die 1967 eingeweihte evangelische Schneckenkapelle im Ortsteil Billings ist ein Betonbau in schneckenhausähnlicher Form.

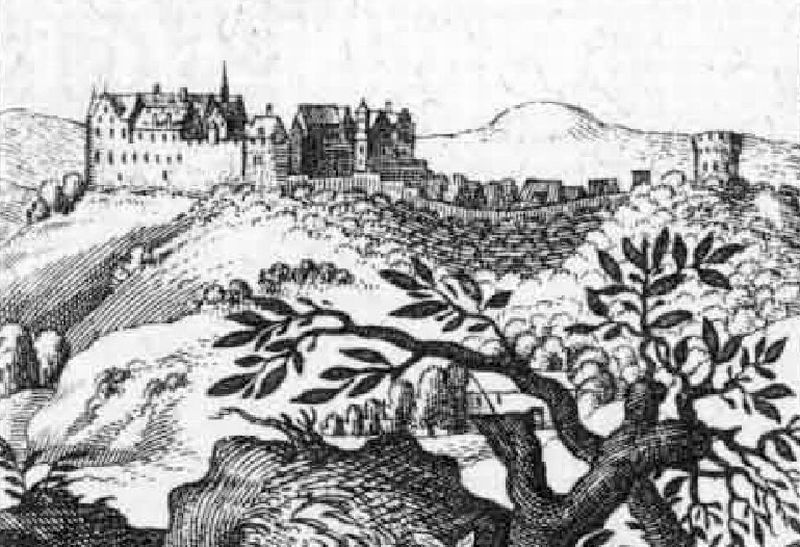
Das Schloss in der Topographia Hassiae von Matthäus Merian 1655
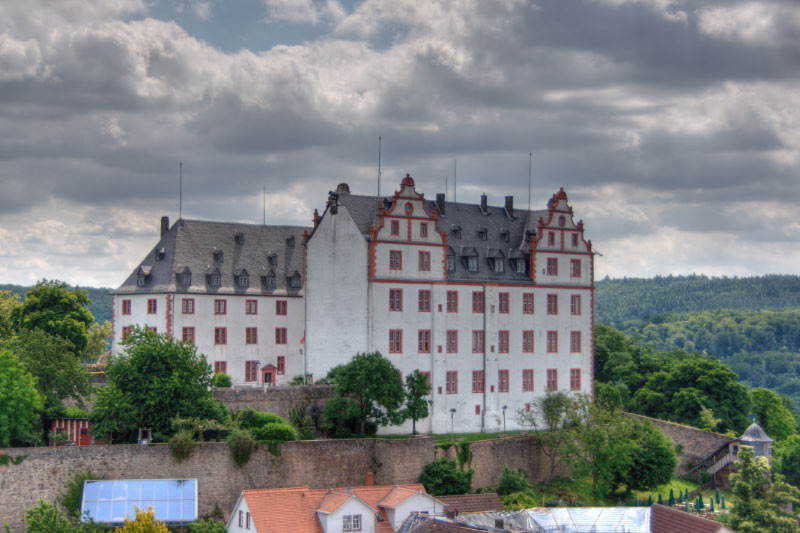
Schloss Lichtenberg
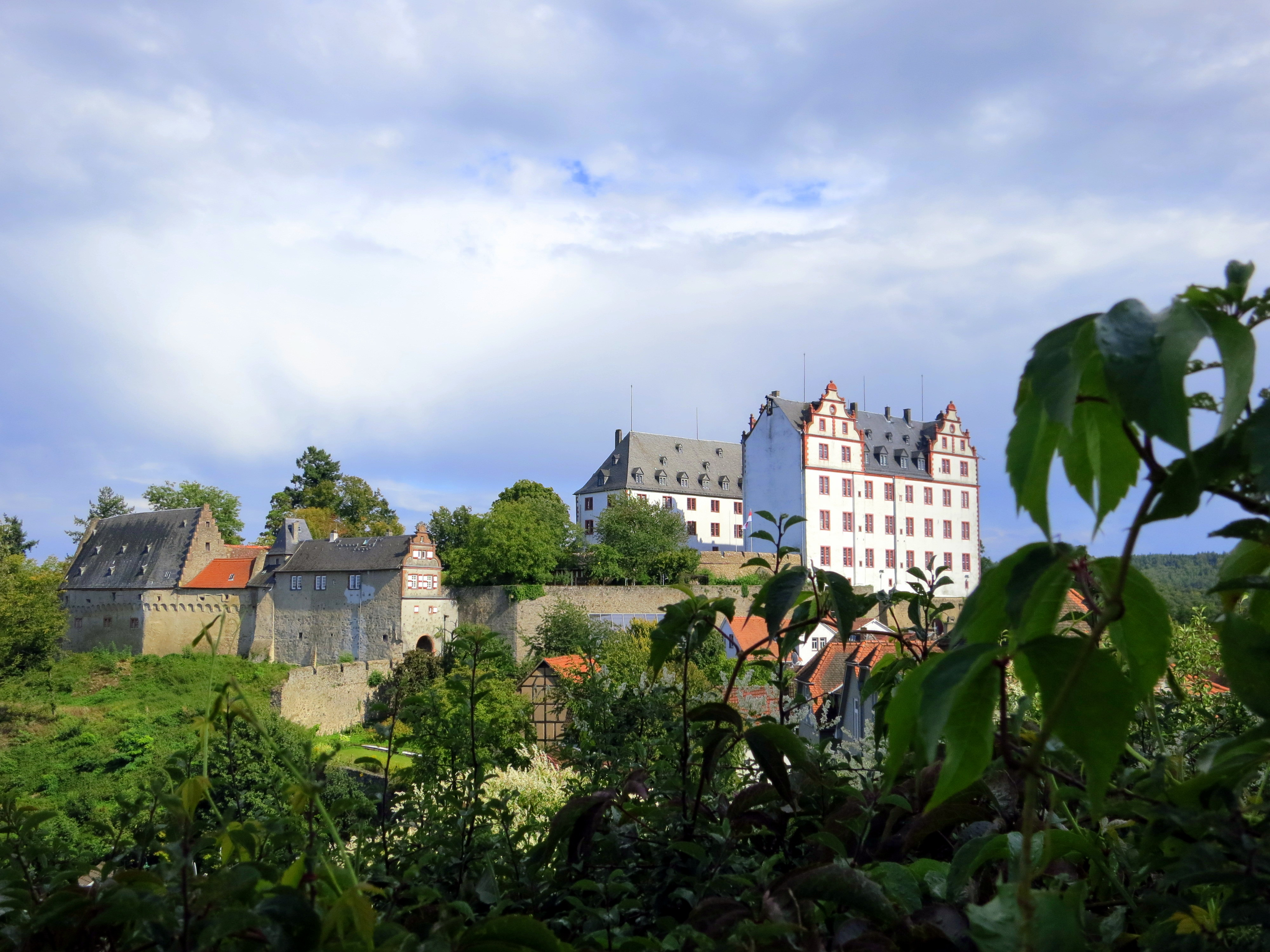
Blick auf Schloss Lichtenberg
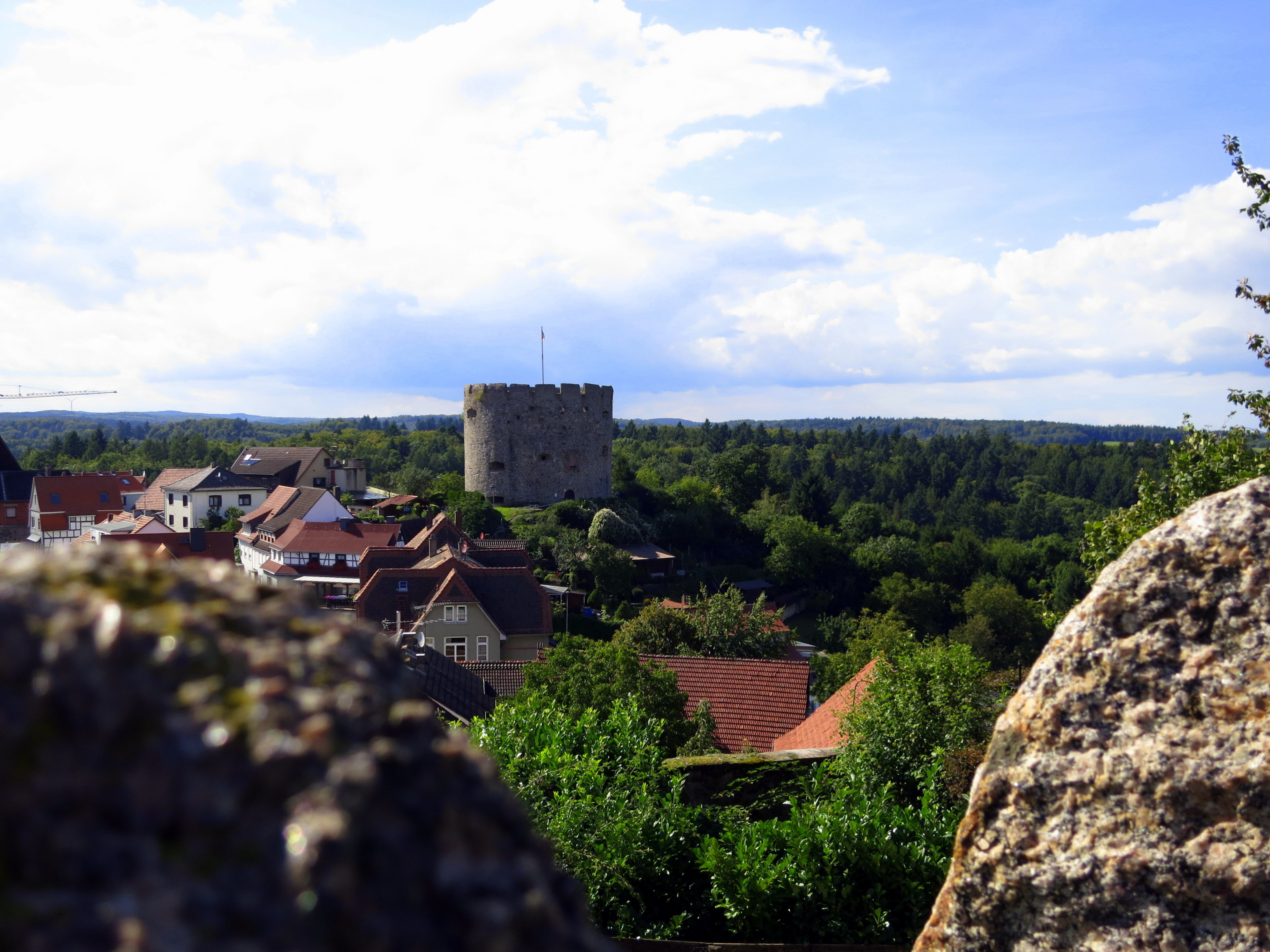
Blick auf das Bollwerk
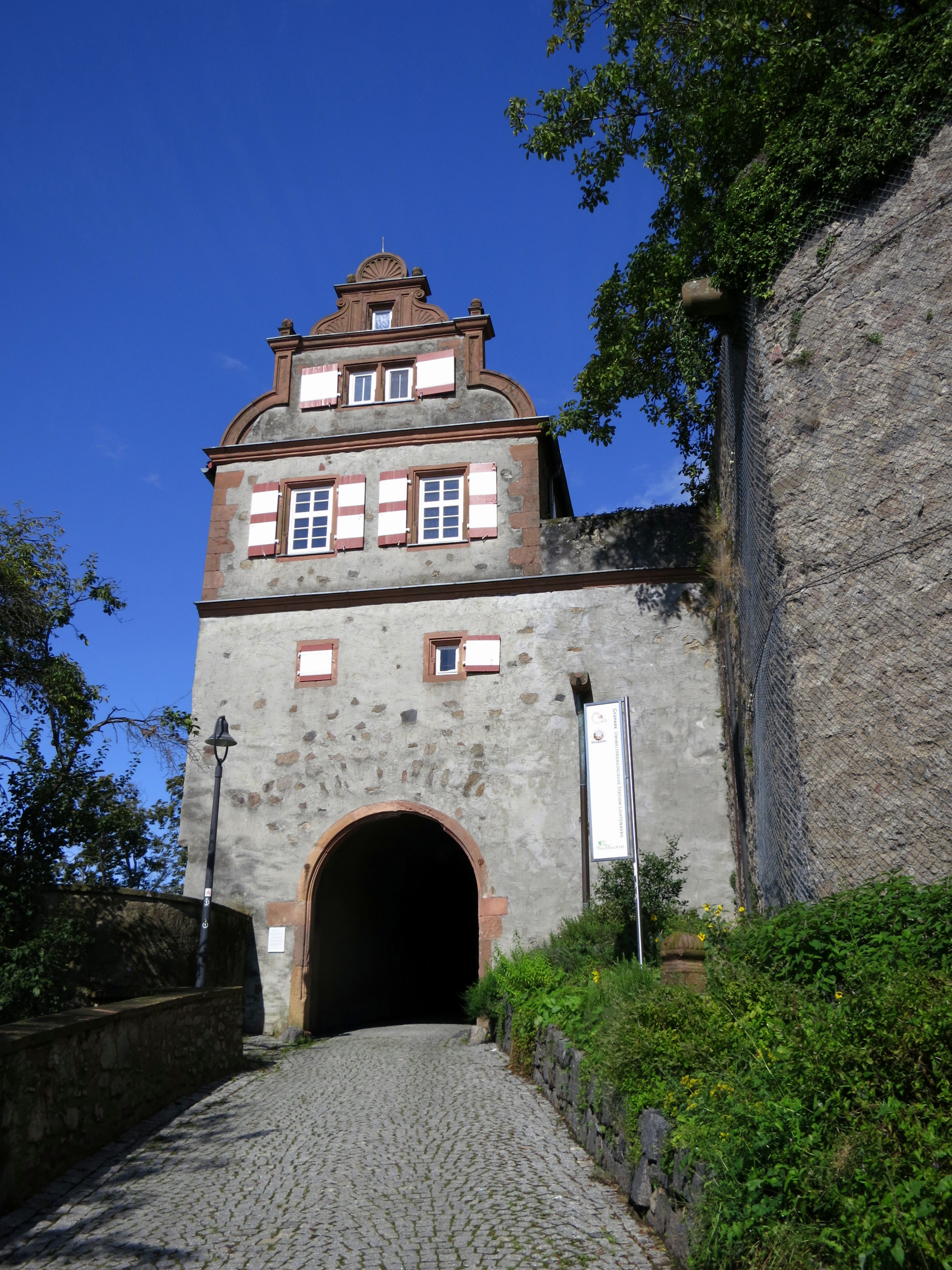
Das Torhaus vom Schloss

### Hottenbacher Hof
Der Hottenbacher Hof (49° 45′ 44,5″ N, 8° 46′ 55,6″ O) ist ein historisches Hofgut bei Klein-Bieberau, dessen urkundliche Ersterwähnung bis ins 14. Jahrhundert zurückgeht und der bis heute (mit Ausnahme einer Zeit im Dreißigjährigen Krieg) genutzt wird.
Der Hottenbacher Hof ist eine Besonderheit im Fischbachtal. Zwar gehört er als Ortsteil zur Gemarkung von Lichtenberg, ist jedoch postalisch Modautal zugeordnet, wo er auch verkehrsmäßig angebunden ist.

### Natur und Schutzgebiete
In der Talaue von Fischbach und Messbach steht das Natura2000-Gebiet „Herrensee von Niedernhausen“ unter Schutz (FFH-Gebiet 6218-305).
Große Teile der Waldgebiete rund um das Fischbachtal in den Gemarkungen Lichtenberg, Meßbach, Niedernhausen und Steinau gehören zum Natura2000-Gebiet „Buchenwälder des Vorderen Odenwaldes“ (FFH-Gebiet 6218-302).
In der Gemarkung Steinau liegt innerhalb des FFH-Gebietes am Steinkopf das geologische Naturdenkmal Zindenauer Schlösschen, eine Felsengruppe mit Eichen und Buchen.
- Siehe auch: Liste der Naturdenkmale in Fischbachtal

### Regelmäßige Veranstaltungen
- Die Konzertreihe Lichtenberger Schlosskonzerte gibt es seit 1971 – die Konzerte sind im Sommer ein Teil des Kultursommers Südhessen.
- Alle zwei Jahre wird der Lichtenberger Musikpreis an ausgewählte Künstler verliehen.
- Jährlich findet im Schloss Lichtenberg eine Sommergalerie mit ausgewählten Künstlern und ihren Werken statt.
- Der Lichtenberger Adventsmarkt findet jedes Jahr am 1. Adventswochenende im alten Ortskern von Lichtenberg vor dem stimmungsvoll angestrahlten Schloss und Bollwerk statt.
- Das Nonstock Festival findet seit 2003 jährlich in der zweiten Hälfte im Monat August statt. In der Nähe des Ortsteils Nonrod gibt es an zwei Abenden Auftritte von regionalen und landesweit erfolgreichen Bands. Es kommen jährlich etwa 2000 Besucher, die größtenteils vor Ort zelten.[38]
- Seit 2004 wird jährlich am vierten Septemberwochenende über zwei Tage vom Verein zur Wirtschaftsförderung im Fischbachtal e. V. die Veranstaltung Fischbachtal aktiv durchgeführt, an der an fünfzehn Stationen entlang des Panoramawanderwegs F1 Gewerbetreibende neben kulinarischen Angeboten ein vielfältiges Programm für Kinder und Erwachsene offerieren, darunter Fackelwanderung, großes Feuerwerk, Bogenschießen, Ponyreiten, Kutschfahrten, Luftgewehrschießen, Riesenrutschen, Tiervorführungen, Flechten, Gewinnspiele.[39]

## Wirtschaft und Infrastruktur

### Flächennutzung
Das Gemeindegebiet umfasst eine Gesamtfläche von 1327 Hektar, davon entfallen in ha auf:
| Nutzungsart             | Nutzungsart             | 2011 | 2015 |
| ----------------------- | ----------------------- | ---- | ---- |
| Gebäude- und Freifläche | Gebäude- und Freifläche | 85   | 89   |
| davon                   | Wohnen                  | 61   | 62   |
|                         | Gewerbe                 | 2    | 4    |
| Betriebsfläche          | Betriebsfläche          | 2    | 3    |
| davon                   | Abbauland               | 0    | 0    |
| Erholungsfläche         | Erholungsfläche         | 6    | 7    |
| davon                   | Grünanlage              | 3    | 3    |
| Verkehrsfläche          | Verkehrsfläche          | 79   | 80   |
| Landwirtschaftsfläche   | Landwirtschaftsfläche   | 532  | 529  |
| davon                   | Moor                    | 0    | 0    |
|                         | Heide                   | 0    | 0    |
| Waldfläche              | Waldfläche              | 603  | 603  |
| Wasserfläche            | Wasserfläche            | 15   | 13   |
| Sonstige Nutzung        | Sonstige Nutzung        | 3    | 3    |

### Verkehr
Die einzelnen Ortsteile der Gemeinde Fischbachtal sind durch verschiedene Buslinien an die umliegenden Gemeinden angeschlossen.